# Alberto Colombo
Pour les articles homonymes, voir Colombo (homonymie).
Alberto Colombo (né le 27 novembre 1888 à New York, aux États-Unis et mort le 24 mars 1954  à Los Angeles) est un compositeur et chef d'orchestre américain, auteur de nombreuses musiques de film.

## Filmographie partielle

### Cinéma
- 1934 : Miss Carrott (Anne of Green Gables) de George Nichols Jr.
- 1934 : Long Lost Father de Ernest B. Schoedsack
- 1934 : Gridiron Flash de Glenn Tryon
- 1935 : Romance in Manhattan de Stephen Roberts
- 1935 : Murder on a Honeymoon (en) de Glenn Tryon
- 1935 : A Dog of Flanders d'Edward Sloman
- 1935 : Chasing Yesterday de George Nichols Jr.
- 1935 : Village Tale de John Cromwell
- 1935 : Jalna
- 1935 : Le Retour de Peter Grimm de George Nicholls Jr. et Victor Schertzinger
- 1935 : His Family Tree
- 1935 : L'Enfant de la forêt (Freckles) d'Edward Killy et William Hamilton
- 1935 : Annie Oakley
- 1935 : To Beat the Band
- 1935 : Seven Keys to Baldpate
- 1935 : Grande Dame (Grand Old Girl) de John S. Robertson
- 1936 : Yellow Dust
- 1936 : L'Homme nu (Love on a Bet) de Leigh Jason
- 1936 : Grand Jury d'Albert S. Rogell
- 1936 : Two in Revolt
- 1936 : The Last Outlaw (en)
- 1936 : M'Liss
- 1937 : Dick Tracy
- 1937 : Hit the Saddle de Mack V. Wright
- 1937 : Michael O'Halloran
- 1937 : Le Champion (Boots and Saddles) de Joseph Kane
- 1937 : Affairs of Cappy Ricks
- 1937 : La Caravane de l'enfer de William Witney, Ray Taylor et Alan James
- 1937 : Dangerous Holiday
- 1937 : It Could Happen to You!
- 1937 : Escape by Night
- 1937 : The Sheik Steps Out
- 1937 : Youth on Parole
- 1937 : Portia on Trial de George Nichols Jr.
- 1937 : Wild Horse Rodeo (en)
- 1938 : The Old Barn Dance (en)
- 1938 : The Lone Ranger
- 1938 : Alerte au bagne (Prison Nurse) de James Cruze
- 1938 : King of the Newsboys (en)
- 1938 : Romance on the Run (en)
- 1938 : La Loi de la pègre (Gangs of New York) de James Cruze
- 1938 : The Fighting Devil Dogs
- 1938 : Ladies in Distress
- 1938 : Army Girl de George Nichols Jr.
- 1938 : Dick Tracy Returns (en)
- 1938 : Guet-apens dans les airs (Overland Stage Raiders) de George Sherman
- 1938 : Prairie Moon (en)
- 1938 : Swing That Cheer
- 1938 : Rhythm of the Saddle (en)
- 1939 : Home on the Prairie (en)
- 1939 : The Lone Ranger Rides Again
- 1941 : Federal Fugitives
- 1941 : Jungle Man
- 1943 : The Fighting Devil Dogs
- 1943 : The Masked Marvel
- 1943 : A Guy Named Joe
- 1945 : L'Aventure (Adventure)
- 1947 : Le Maître de la prairie (The Sea of Grass) (The Sea of Grass)
- 1949 : The Sickle or the Cross
- 1950 : La Main noire (Black Hand)
- 1950 : Les Cavaliers du crépuscule (The Sundowners) de George Templeton
- 1951 : Tout ou rien (Go for Broke!)
- 1951 : It's a Big Country
- 1953 : On se bat aux Indes (Rogue's March)
- 1953 : Code Two (en)
- 1953 : A Slight Case of Larceny

### Television
- 1966 : Lost Island of Kioga (TV)